# زیردریایی یو-۳۳۲
زیردریایی یو-۳۳۲ (به انگلیسی: German submarine U-332) یک زیردریایی بود که طول آن ۶۷٫۱ متر (۲۲۰ فوت ۲ اینچ) بود. این زیردریایی در سال ۱۹۴۱ ساخته شد.